# 施普羅克赫弗爾巴赫河
51°24′32″N 7°10′46″E / 51.40889°N 7.17944°E
施普羅克赫弗爾巴赫河（德語：Sprockhöveler Bach），是德國的河流，位於該國西部，處於北萊茵-威斯特法倫州，屬於魯爾河的左支流，河道全長17.8公里，流域面積33.6平方公里。